# Don't It Feel Good
Don't It Feel Good es un álbum de estudio por el pianista de jazz estadounidense Ramsey Lewis. Fue publicado en septiembre de 1975 por Columbia Records, y alcanzó los puestos #3 y #5 en las listas Billboard Top Jazz Albums y Top Soul Albums, respectivamente.

## Lista de canciones
| Lado uno |                                             |                                      |          |  |
| N.º      | Título                                      | Escritor(es)                         | Duración |  |
| 1.       | «Don't It Feel Good»                        | Charles Stepney                      | 5:23     |  |
| 2.       | «Juaacklyn»                                 | Morris Stewart                       | 5:02     |  |
| 3.       | «What's the Name of This Funk (Spider Man)» | Stepney, Stewart, Derf Reklaw Raheem | 3:19     |  |
| 4.       | «Something About You»                       | Stepney, Cash McCall                 | 4:04     |  |

| Lado dos |                               |                                       |          |  |
| N.º      | Título                        | Escritor(es)                          | Duración |  |
| 1.       | «That's the Way of the World» | Stepney, Maurice White, Verdine White | 5:44     |  |
| 2.       | «Fish Bite»                   | Byron Gregory, Raheem                 | 3:50     |  |
| 3.       | «I Dig You»                   | Stepney, McCall                       | 5:35     |  |
| 4.       | «Can't Function»              | Stepney, Stewart                      | 3:26     |  |

## Posicionamiento
| Gráficas (1975)                                     | Pico de posición |
| --------------------------------------------------- | ---------------- |
| Estados Unidos (Billboard 200)                      | 46               |
| Estados Unidos (Billboard Contemporary Jazz Albums) | 3                |
| Estados Unidos (Billboard Top R&B/Hip-Hop Albums)   | 5                |